# Polestar 1
Polestar 1 är en sportbil som Volvo Personvagnars dotterbolag Polestar presenterade i oktober 2017. Bilen kommer att tillverkas i Chengdu i Kina i en takt om 500 exemplar om året och första leveransen till kund planerades till mitten av 2019.

## Polestar 1
Polestar 1 bygger på Volvos SPA-plattform. Bilen är en laddhybridbil med en fyrcylindrig VEA-motor som driver framhjulen. På bakaxeln sitter två elmotorer. Den sammanlagda systemeffekten är 600 hk och vridmomentet 1 000 Nm. Bilen kan gå upp till 15 mil på enbart eldrift. Karossen är byggd av kolfiber för att spara vikt. Hjulupphängningarna har utvecklats i samarbete med Öhlins Racing.